# 吉見美津子
吉見 美津子（よしみ みつこ、1971年12月25日 - ）は、日本の元アイドル。日出女子高等学校卒業。元おニャン子クラブの最年少メンバー。

## 経歴
- 千葉県出身。
- 元モモコクラブ桃組1956番。
- 1986年8月10日に『夕やけニャンニャン』で行われたミスセブンティーンコンテストの特別賞を受賞し、おニャン子クラブの中学生版であるおニャン子クラブB組の1番となる。（同時にB組2番杉浦美雪、B組3番宮野久美子、B組4番冨永浩子も合格。本家の方でも4名が合格している）
- その翌年にはB組からおニャン子クラブ会員番号49番へと昇格し、第8弾シングル『かたつむりサンバ』のフロントに抜擢（B面は別メンバー）される。
- 幼い頃より続けていたバレエで鍛えられたその脚は、メンバーの中にあって比較的身長が高いことと相まって、「おニャン子屈指の美脚の持ち主」との呼び声が高い。
- おニャン子クラブが解散し、ソロデビューの話があったらしいが何も無いまま、学校卒業後に留学。
- 帰国後、1993年にはヌード写真集『feminine』を発売。イメージビデオ『美少女Hi-Fi写真館Vol29 MITSUKO』でもヌードになった。
- その後は「吉野マリ」「今井美津子」と適宜、改名し芸能活動をしていたが、現在は既に引退している。

## フロント担当楽曲
- かたつむりサンバ（第8弾シングル）
- 黄昏にキスをしないで（第5弾アルバム『Circle』）
- 間に合うかもしれない（第5弾アルバム『Circle』）
- ヴィーナス誕生（初のソロ曲。ビデオ『MITUKO』収録 ※未CD化）

## 写真集
- feminine（英知出版、1993年4月、撮影：西田幸樹）ISBN 978-4754213367

## ビデオ
- MITSUKO（英知出版、1993年、VHS）BEV 87-29

## テレビ番組
- 夕やけニャンニャン（1986年 - 1987年、フジテレビ）
- キモチいい恋したい!（1990年、フジテレビ）- 新谷かおり 役
- ヴァンサンカン・結婚（1991年、フジテレビ）
- ポールポジション!愛しき人へ… （1992年、日本テレビ）
- スチュワーデスの恋人（1994年、TBS）- 加藤典子 役